# Ирис (туманность)
NGC 7023 (другие обозначения — OCL 235, LBN 487, туманность Ирис) — отражательная туманность с рассеянным звёздным скоплением в созвездии Цефей, входящая в число перечисленных в оригинальной редакции «Нового общего каталога».
В 2010 году группа астрономов, работающих с космическим телескопом «Спитцер», объявила об открытии фуллеренов C60 в данной туманности.

## Галерея

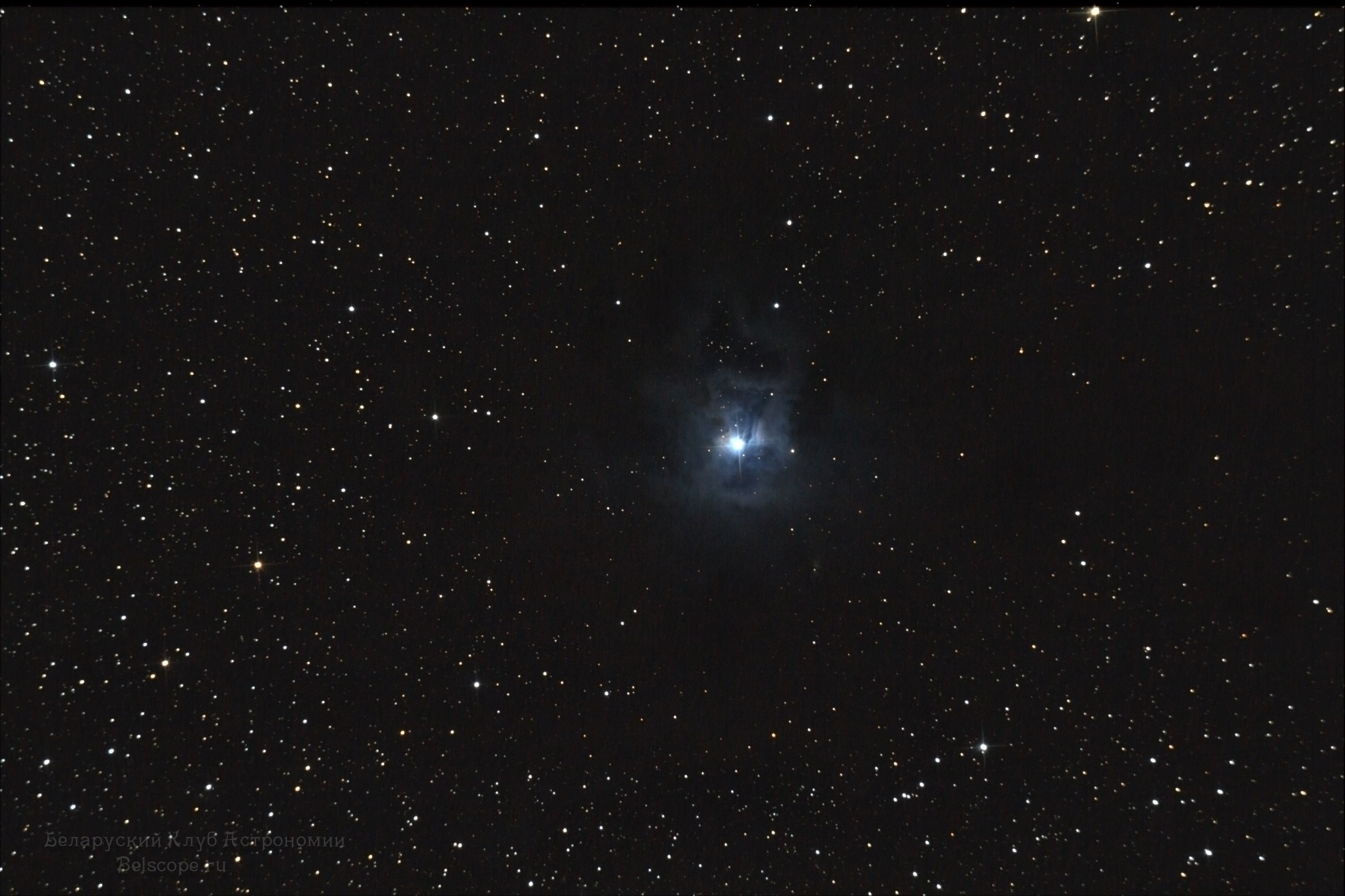
NGC 7023 (Туманность Ирис) — Nemo911 (БКА — Белорусский клуб астрономии.)